# Avon River/Ōtakaro
Der Avon River/Ōtakaro ist ein Fluss der Region Canterbury auf der Südinsel von Neuseeland.

## Namensherkunft
Der Fluss wurde ursprünglich von den ortsansässigen Māori Ōtākaro genannt, was übersetzt soviel bedeutet wie, „Platz der Spiele“, da ihre Kinder an den Flussufern spielten, während die Erwachsenen für Nahrung sorgten. Der Pastor der Presbyterian Church, John Dickson, vermerkte hingegen in seinem 1899 erschienenen Werk „History of the Presbyterian Church of New Zealand“:

“Its native designation when they came and established themselves on its banks was Putare Kamutu. This they altered to Avon,…”

„Als sie kamen und sich an seinen Ufern niederließen, lautete seine ursprüngliche Bezeichnung Putare Kamutu. Diese änderten sie in Avon,…“

Die Canterbury Association vergab den Namen des Flusses nach William Shakespeare und wurde etwas abgewandelt Shakespere genannt. Seinen heutigen englischen Teile des Namens erhielt der Fluss von John Deans im Jahre 1848 nach dem River Avon in Schottland. Die Deans bauten ihr Haus am Avon River auf dem Gebiet des heutigen Stadtteils Riccarton.
Mit dem Ngai Tahu Claims Settlement Act 1998 wurde der Fluss im Jahr 1998 schließlich offiziell in Avon River/Ōtakaro umbenannt.

## Geographie
Der Avon River/Ōtakaro entsteht westlich des Stadtzentrums von Christchurch durch den Zusammenfluss des Waimairo Stream und des Wairarapa Stream im Stadtteil Fendalton, rund 460 m westnordwestlich des North Hagley Park. Von dort fließt der Fluss nördlich des Stadtzentrums in einigen Schleifen nach Osten und mündet nach 20,3 km direkt westlich des Stadtteils South New Brighton in das Estuary of the Heathcote and Avon Rivers/Ihutai, einem Inlett, das die Wässer des Avon River/Ōtakaro und des Heathcote River vereint und an seinem südöstlichen Ende über die Pegasus Bay an den Pazifischen Ozean abgibt.

## Bootsfahrten
Fahrten in gestakten Gondeln werden an den Antigua Boat Sheds in der Innenstadt von Christchurch, in Hagley Park und Mona Vale, einem Park im Stadtteil Fendalton, angeboten.

## Erdbeben
Ein großer Teil des Landes am Flussufer flussab des Stadtzentrums wurde beim Darfield-Erdbeben von 2010, dem Christchurch-Erdbeben vom Februar 2011 und dem Nachbeben im Juni des gleichen Jahres beschädigt und liegt in der durch die Canterbury Earthquake Recovery Authority festgelegten „roten“ Sperrzone. Kommunale Interessengruppen setzen sich für eine Nutzung des Gebietes als öffentlicher Park, der das Stadtzentrum mit der Flussmündung verbinden soll, ein.  Die Campagne „Avon-Otakaro Network“ erhielt Unterstützung von Bürgermeister Bob Parker.

## Fotogalerie

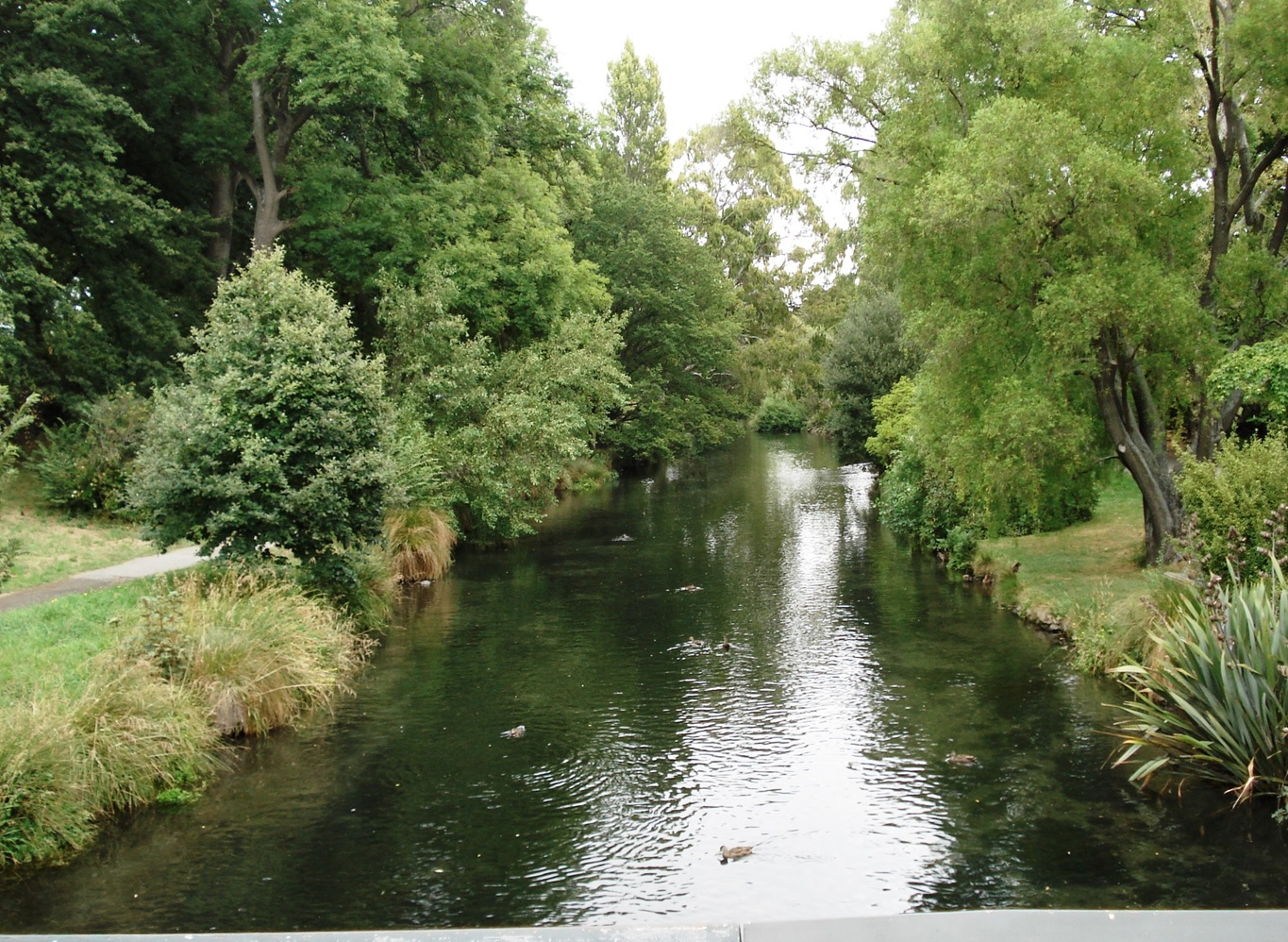
Avon River in den Christchurch Botanic Gardens
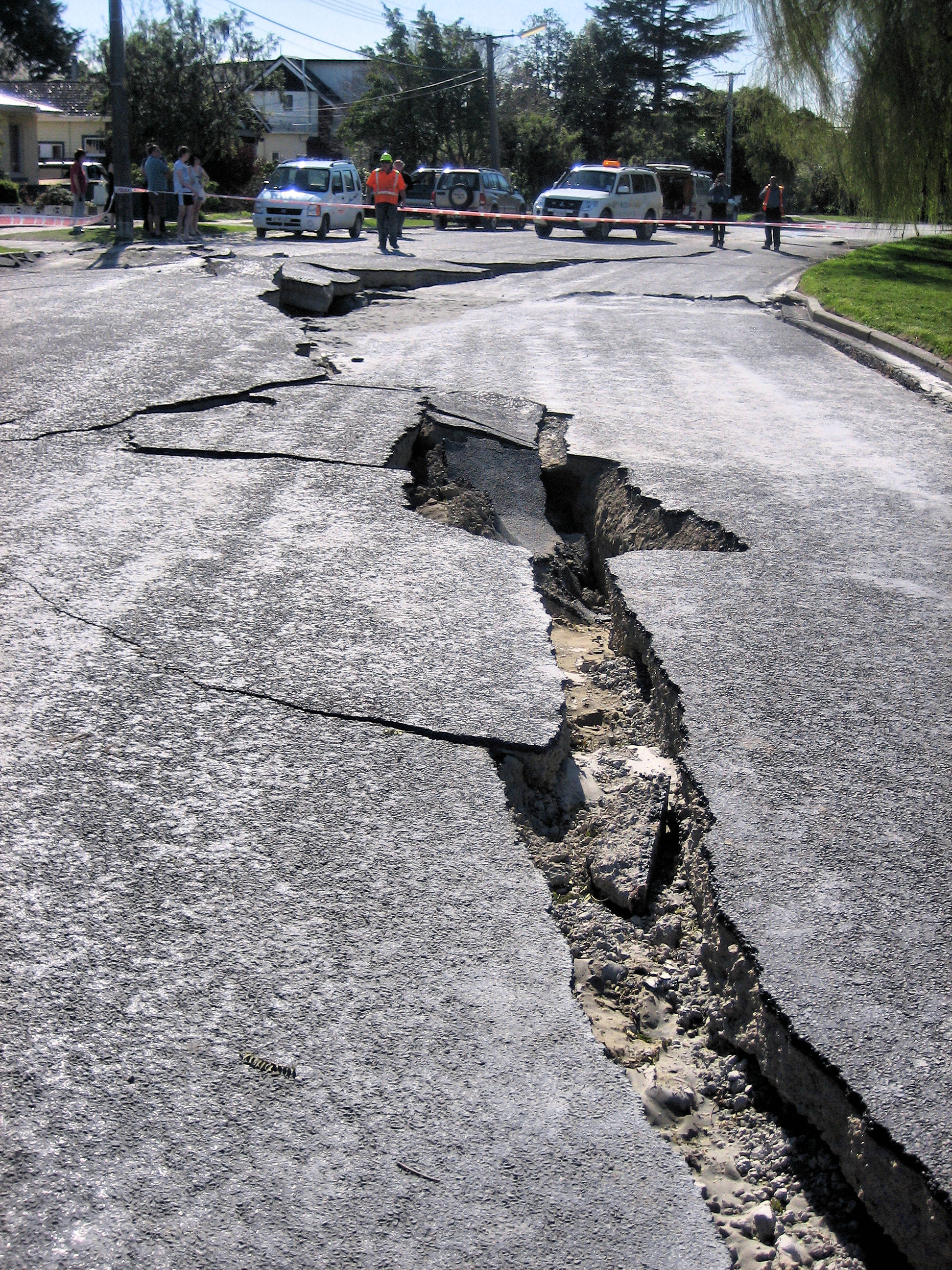
Schäden des Bebens von 2010 entlang des Flusses
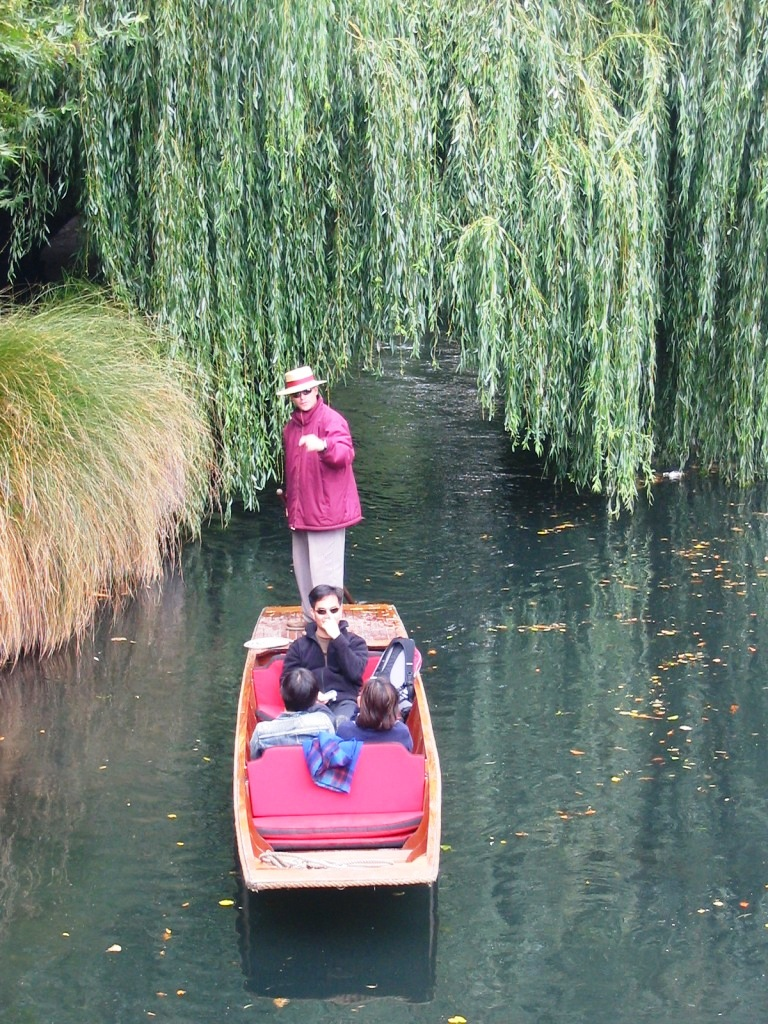
Gondel auf dem Avon River
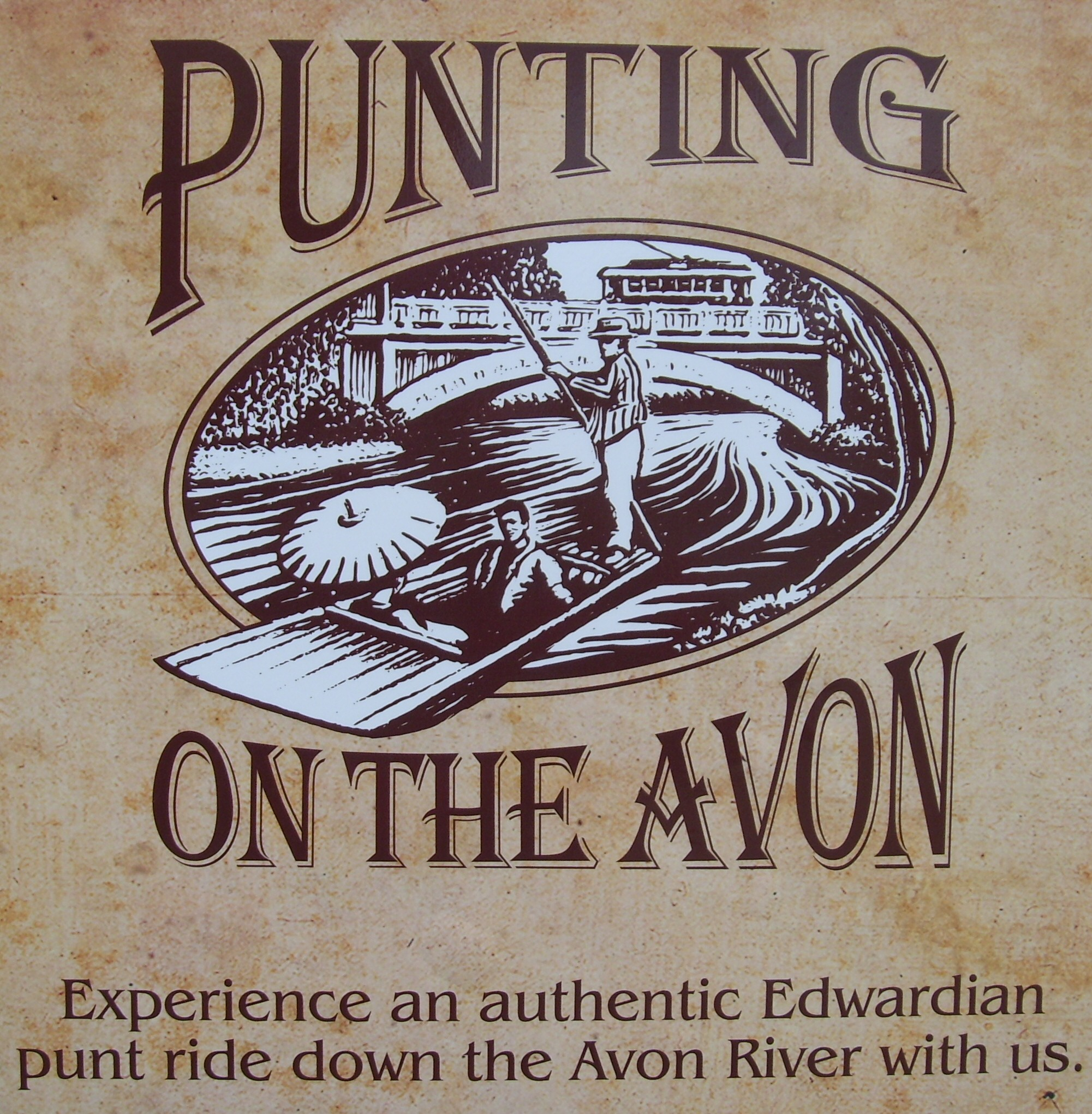
Werbung für Bootsfahrten auf dem Avon in Christchurch
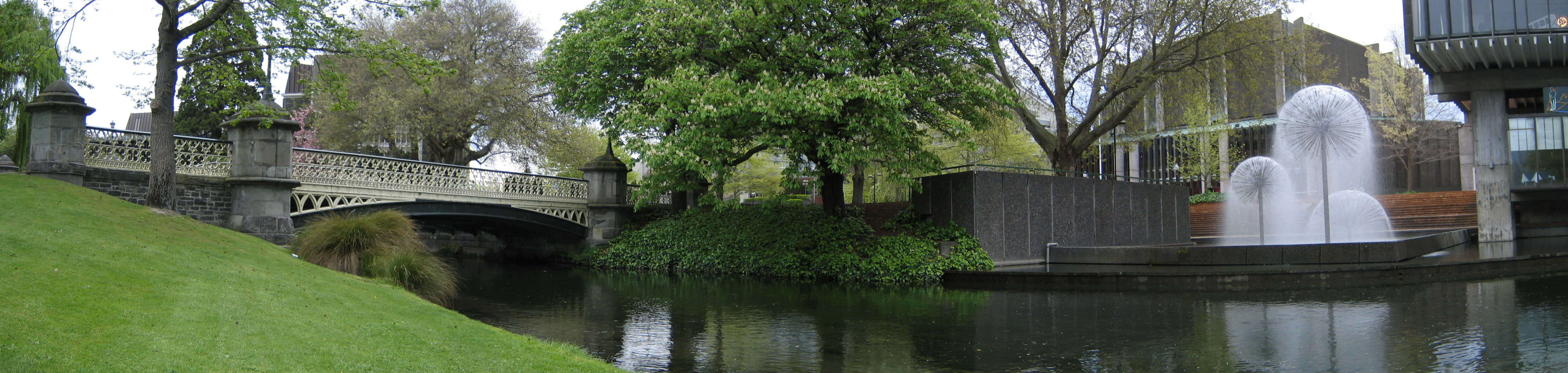
Avon River am Victoria Square, Christchurch